# Esperando na Janela
"Esperando na Janela" é uma canção do sanfoneiro, cantor e compositor Targino Gondim, em parceria com Manuca Almeida e Raimundinho do Acordeon, lançada em 1999 em álbum independente homônimo quando, descoberta por Regina Casé, foi incorporada à trilha sonora do filme Eu, Tu, Eles de 2000, na voz de Gilberto Gil. No mesmo ano, a canção foi regravada pela dupla sertaneja Rionegro & Solimões e ficou como faixa bônus do álbum Bate o Pé - Ao Vivo, se tornando um dos grandes sucessos da dupla.
Em 2001 Targino venceu o Grammy Latino como "Melhor Música Brasileira" pela canção, e em 2004 foi a música mais executada no Brasil naquele ano.

## Regravações
- Em 2003, Berenice Azambuja regravou esta música no álbum Quem Tá Mandando é a Mulherada.
- A banda de axé Cheiro de Amor, ainda com Alinne Rosa no comando da banda, regravou em 2016 no álbum Tudo mudou de cor.